# Mohamed Houmri
Mohamed Houmri (en arabe : محمد حومري) est un boxeur algérien né le  13 mars 1993.

## Carrière
Mohamed Houmri est médaillé de bronze dans la catégorie des poids mi-lourds aux Jeux méditerranéens de 2018 à Tarragone ainsi qu'aux Jeux africains de 2019 à Rabat.
Il est médaillé d'argent dans la catégorie des moins de 81 kg aux Jeux méditerranéens de 2022 à Oran et dans la catégorie des moins de 80 kg aux Jeux africains de 2023 à Accra.